# 오스트리아 연방국
오스트리아 연방국(독일어: Bundesstaat Österreich 분데슈타트 외스테라이히[*])은 오스트리아 제1공화국의 정권을 장악한 파시즘 정당 조국전선이 1934년 5월 헌법을 개정하고 성립시킨 정치체제이다. 학자들은 이 시기를 가리켜 오스트리아 파시즘 시기(독일어: Austrofaschismus)로 지칭하기도 한다. 엥겔베르트 돌푸스와 쿠르트 슈슈니크가 이끌었다.
이탈리아 파시즘과 가톨릭 보수주의를 결합시킨 특유의 교권 파시즘을 원리로 삼고 권위주의적 통치를 행하였다. 그러나 독일과의 합병을 목표로 한 나치당 추종 세력의 계속된 성장과 아돌프 히틀러의 대독일주의 정책이 맞물려 끝내 1938년 3월 안슐루스 과정을 통해 나치 독일의 일부로 합병되었다.

## 성립
1930년대 초 대공황 동안 이탈리아 파시즘의 영향을 받은 오스트리아 기독사회당은 교황 비오 11세가 발행한 콰드라게시모 안노 회칙과 협동조합주의 경제정책에 근거한 권위주의적 체제 수립을 목표로 삼고 이를 통해 당시 계급투쟁의 혼란을 잠재우고자 하였다. 그러던 중 1932년 총리로 취임한 기독사회당의 엥겔베르트 돌푸스는 1933년 오스트리아 사회민주당 소속의 카를 레너 대통령이 사임한 틈을 기회로 하여 의회 기능을 정지시킨 뒤 계엄을 선포하였고, 곧 차례로 오스트리아 공산당, 사회민주당 소속의 공화수호동맹(슈츠분트), 오스트리아 나치당을 금지하는 긴급 법령을 내렸다. 슈츠분트가 린츠에서 해산 조치에 반발하여 반란을 일으키며 오스트리아 내전이 발발하였으나, 4일 간의 교전 끝에 반란이 진압되고 사회민주당 전체와 노동조합이 금지되는 결과가 뒤를 이었다.
그리고 1934년 5월 1일 의회에서 철저히 권위주의적이고 조합주의적인 오스트리아 신헌법이 통과되며 오스트리아 연방국이 성립하였다. 국회의원의 직접선거는 폐지되고 국무원, 연방문화위원회, 연방경제위원회, 주의회에서 지명되는 방식으로 선출되었으나 실질적인 통치권은 돌푸스 개인의 손에 넘어갔다.
돌푸스는 계엄령에 근거한 통치를 이어나가다가 동년 7월 나치당 오스트리아 지부가 일으킨 쿠데타 시도(7월 폭동) 중에 암살되었다. 폭동은 히틀러의 지원을 받았음에도 빠르게 진압되었고 돌푸스 내각의 교육부 장관이던 쿠르트 슈슈니크가 그의 뒤를 이어 총리로 취임했다. 아돌프 히틀러는 공식적으로는 쿠데타에 대한 어떠한 개입 혐의도 부정했으나 오스트리아의 나치주의자인 아르투어 자이스-잉크바르트 등을 비밀리에 계속 지원하며 오스트리아에 정치 불안을 더했다.
오스트리아 파시즘 정부는 독일 견제를 위해 남쪽으로 이웃한 이탈리아의 파시스트 지도자 베니토 무솔리니의 지원을 받아왔으나 제2차 이탈리아-에티오피아 전쟁을 일으켜 국제적 고립을 겪던 무솔리니가 히틀러에 접근하기 시작하며 상황이 달라지기 시작했다. 슈슈니크는 오스트리아 나치당원 일부를 사면하고 조국전선에 받아들이는 등 유화책도 시도하였으나 독일과 이탈리아의 밀착에 저항할 길은 찾을 수 없었다. 이런 상황에서 조국전선 정부는 민중의 지지를 받지 못하였고 오스트리아 민중 사이에서는 나치당 지지율이 크게 치솟고 있었다.

## 나치 독일의 오스트리아 병합
1938년 초 독일은 본격적으로 오스트리아에 위협적인 신호를 보내기 시작했으며, 독일의 요구에 따라 아르투어 자이스잉크바르트를 내무부 장관으로 임명하여 정치적 실권도 위협받던 쿠르트 슈슈니크 오스트리아 수상은 3월 3일 오스트리아의 독립을 유지하기 위한 최후의 보루로 독립 유지 여부를 묻기 위한 국민투표를 3월 13일에 실시하겠다고 발표하였다. 그는 국민투표에서 대다수를 확보하기 위해 나치 관념론을 크게 동정한 청년 투표자를 제외시켜 투표 연령을 높였으며, 사회민주당 지도자들을 석방하고 사회주의 노동조합을 합법화하여 지지를 모으기 시작했다. 이에 아돌프 히틀러는 국민투표를 받아들이지 않을 것이라고 선언하며 바로 침공을 준비했다.
결국 1938년 3월 12일 아침 독일 국방군이 오스트리아 국경을 넘어 진군하기 시작하였다. 오스트리아 정부는 군대에 저항하지 말 것을 명령하였고 독일군은 가는 곳마다 시민들의 경례와 꽃다발을 받으며 환영받았다. 한편 독일 내각은 "오스트리아에서 폭동이 발생했으며 오스트리아 국민 대다수가 독일 군대의 진주를 요구하였다."는 내용이 담긴 신문을 발행했다. 절망에 빠진 슈슈니크는 그날 저녁 수상직을 사퇴했으며 빌헬름 미클라스 오스트리아 대통령은 새로운 수상을 임명하는 것도 거절하였다. 같은 날 히틀러가 직접 오스트리아로 입국하였고 3월 15일 빈에 입성하여 행진하며 시민 수만 명의 뜨거운 환호를 얻었다. 예상 이상의 지지에 고무된 히틀러는 자이스잉크바르트를 오스트리아의 꼭두각시 수상으로 임명하고 즉각 합병 절차에 착수하였고, 1938년 4월 10일 국민투표를 거쳐 오스트리아를 오스트마르크라는 독일의 일개 지방으로 공식 합병하였다. 오스트리아의 민주주의 체제는 제2차 세계 대전 이후에도 오스트리아가 1955년에 독립을 선언하기까지 복원되지 않았다.